# Agroscope
 (septembre 2020).
Agroscope est « le centre de compétence de la Confédération [suisse] dans le domaine de la recherche agronomique et agroalimentaire ». Cet organisme dépend de l'Office fédéral de l'agriculture – une division du Département fédéral de l'économie, de la formation et de la recherche. Agroscope a pour missions la recherche au bénéfice de l'agriculture, l'élaboration de bases de décision pour la législation fédérale ainsi que l'exécution de tâches découlant de la législation agricole. 

## Histoire

### Depuis 2003: Agroscope, l'institution centralisée de la Confédération destinée à la recherche agricole
À travers l'ordonnance de 2003 sur la recherche agronomique, les différentes institutions de recherche agricole de la Confédération sont rassemblées dans la même entité : Agroscope. Ce nom est issu de deux mots grecs : « agrós » (champ) et « skopein » (examiner, observer). 
Agroscope comprend alors cinq (et non plus six) établissements de recherche agricole, en raison d'un regroupement entre l'institution de Liebefeld et celle de Posieux, formant dès lors la station de recherches en production animale et de recherches laitières de Liebefeld-Posieux. 
L'Office fédéral de l'agriculture assume la présidence de l'organe dirigeant d'Agroscope, composé de l'ensemble des directeurs/directrices des stations. Afin d'optimiser les activités d'Agroscope, elles sont réagencées en 2006 au sein de trois stations de recherche : 
- Agroscope Changins-Wädenswil : axé sur la production végétale
- Agroscope Liebefeld-Posieux : centré sur la production animale
- Agroscope Reckenholz-Tänikon : spécialisé dans l'écologie, l'économie et la technique[4],[5]

À partir de 2008, Agroscope Liebefeld-Posieux est associé au Haras national suisse sous une direction commune, avant la fusion de ces deux établissements en 2012,. Agroscope connaît un important réaménagement en 2014 : les trois stations de recherche fusionnent en une seule « station de recherche agronomique et agroalimentaire ». Désormais, l'organisme comporte quatre instituts : 
- L'institut des sciences en production végétale
- L'institut des sciences en production animale
- L'institut des sciences en denrées alimentaires
- L'institut des sciences en durabilité agronomique[8]

Agroscope réorganise en 2017 ses activités en trois « domaines de compétences pour la technologie de la recherche et le transfert des connaissances » axés sur la pratique ainsi que sept « domaines stratégiques de recherche » chargés de la production de connaissances scientifiques,.

### 1968 - 2003: un accent sur l'économie agricole, la production animale et l'agroécologie
L'unique institution de recherche agricole fédérale construite après 1915 est la station de recherches d'économie d'entreprise et de génie rural à Tänikon (1969) : ce développement correspond à un intérêt croissant pour la réduction des coûts de production à l'aide d'activités de conseil économique et technique. À Liebefeld, de nouveaux bâtiments d'expérimentation deviennent bientôt nécessaires afin de développer la recherche en production animale. Ainsi, la construction d'une station de recherches sur la production animale à Grangeneuve (Posieux, FR) commence en 1970 et aboutit en 1974. Après l'ordonnance de 1955 sur la formation professionnelle et la recherche agricoles – définissant pour la première fois les responsabilités des différentes entités de recherche agricole de la Confédération –, l'ordonnance de 1975 sur la recherche agronomique détaille la répartition des tâches entre les établissements de recherche agricole fédéraux, alors au nombre de sept : la station fédérale de recherches agronomiques à Changins – axée sur la production végétale ainsi que les cultures spéciales –, la station fédérale de recherches sur la production animale à Grangeneuve, la station fédérale de recherches en chimie agricole et sur l'hygiène de l'environnement à Liebefeld, la station fédérale de recherches laitières à Liebefeld, la station fédérale de recherches agronomiques à Reckenholz – centrée sur la production végétale –, la station fédérale de recherches en arboriculture, viticulture et horticulture à Wädenswil et la station fédérale de recherches d'économie d'entreprise et de génie rural à Tänikon,. À la fin du 20e siècle, de nouvelles attentes en faveur d'une agriculture durable et écologique amènent à la création d'un centre national d'agroécologie : la station fédérale de recherches en écologie et agriculture (1996) résulte ainsi du rattachement de la station fédérale de recherches en chimie agricole et sur l'hygiène de l’environnement de Liebefeld à la station fédérale de recherches agronomiques de Reckenholz.

### 1914 - 1968: des activités de contrôle aux stations de recherche
Au cours de la Première et de la Deuxième Guerre mondiale, l'agriculture suisse bénéficie d'une recherche axée sur l'emploi d'engrais, aliments pour animaux, semences et pesticides. Au fil des années, ces activités de contrôle des intrants agricoles sont centralisées : à Oerlikon (ZH), la station de contrôle des semences et la station d'essais en chimie agricole constituent bientôt l'établissement fédéral d'essais agricoles (1920) ; à Lausanne, l'établissement de chimie agricole, l'établissement d'essais et de contrôle de semences et la station d'essais viticoles et arboricoles forment désormais les stations fédérales d'essais agricoles (1951) ; à Liebefeld, dès 1965, la station chimique étend sa mission de contrôle à la Suisse entière,. À côté de ces activités de contrôle, la recherche est encouragée par de nouvelles infrastructures d'expérimentation. Ces développements s'illustrent par l'augmentation de l'effectif des établissements de recherche agricole de la Confédération : de 1920 à 1968, le nombre de collaborateurs et collaboratrices est multiplié par trois, passant de 161 à 481. En 1968, l'appellation « station d'essais » est remplacée par « station de recherches » en raison de l'importance accrue accordée aux activités de recherche.

### 1875 - 1914: la Confédération prend en charge la recherche agricole
À la fin des années 1870, la Confédération commence à gagner de l'importance dans le développement de la recherche agricole helvétique. À la suite d’une motion parlementaire (1875) ainsi que d'une proposition de Stebler (1876), deux établissements annexes à l'école polytechnique fédérale (ZH) sont créés en 1878 : la station fédérale de contrôle des semences, issue de la station de Stebler, et la station fédérale d'essais en chimie agricole, associée au laboratoire chimique de l'école polytechnique. Après l'arrêté fédéral autorisant la Confédération à soutenir financièrement des établissements d'essais agricoles cantonaux, l'Assemblée fédérale adopte en 1893 une loi permettant à la Confédération d'instaurer ainsi que d'administrer ses propres institutions de recherche agricole. Afin de faire suite à une motion adoptée en 1887 par l'Assemblée fédérale, le Conseil fédéral propose ainsi de créer à Berne une station d'essais et de contrôle pour l'agriculture et l'industrie laitière : celle-ci est fondée à partir de deux établissements bernois – le laboratoire bactériologique à l'école de laiterie à Rütti et la station chimique cantonale – et commence ses activités en 1901,. À la même époque, d'autres établissements cantonaux passent entre les mains de la Confédération : l'établissement cantonal d'essais et d'analyses agricoles à Lausanne (1897), l'établissement cantonal d'essais et de contrôle de semences à Lausanne (1898), l'établissement d'essais pour l'arboriculture, la viticulture et l'horticulture à Wädenswil (1902) ainsi que la station viticole cantonale à Lausanne (1915).

### 1839 - 1875: des initiatives cantonales et privées
À partir de la deuxième moitié du XIXe siècle, de nombreuses initiatives cantonales et privées voient le jour en Suisse pour appliquer à l'agriculture les progrès des sciences naturelles. À Kreuzlingen (TG), Hauterive (FR), Zurich, Rütti (Zollikofen, BE), Muri (AG) et Écône (VS), certaines terres détenues par les écoles d'agriculture cantonales – construites dès 1839 – sont allouées à des essais au champ destinés à la pratique. À ceci s'ajoutent des projets privés : à Genève, dans la classe d'agriculture de la Société des arts, des instruments modernes sont employés pour le drainage des sols et l'élevage porcin, tandis que de 1864 au milieu des années 1870, des tests d'engrais sont conduits dans 11 cantons par la Société suisse d'économie alpestre. D'autre part, des établissements d'essais et de recherche sont créés, comme la station d'essais chimiques à l'école cantonale d'agriculture à Rütti (1865), le laboratoire agricole d'Eugène Risler, agronome, à Calèves (Nyon, VD, 1872), la station d'essais laitiers de la Société suisse d'économie alpestre à Thoune (BE, 1872) ainsi que la station de contrôle des semences de Friedrich Gottlieb Stebler, chercheur, à Berne (1876).

## Organisation
Depuis le 1er janvier 2017, Agroscope est constitué de trois domaines de compétences pour la technologie de recherche et le transfert de connaissances ainsi que de sept domaines stratégiques de recherche et de l’unité Ressources. Les domaines de compétences sont essentiellement chargés des relations avec la pratique (agriculteurs, entreprises, conseillers), tandis que les domaines de recherche sont chargés des relations avec la recherche (universités, instituts de recherche, communauté scientifique). Le comité de direction d’Agroscope (CD-A) est composé d’Eva Reinhard, responsable d’Agroscope, du responsable de l’unité Ressources et des responsables des trois domaines de compétences ainsi que des sept domaines stratégiques de recherche.
Actuellement, Agroscope comprend trois sites principaux à Changins (VD), Posieux (FR) et Reckenholz (ZH) ainsi que des sites spécialisés à Avenches (VD), Cadenazzo (TI), Conthey (VS), Liebefeld (BE), Pully (VD), Tänikon (TG) et Wädenswil (ZH). À l'avenir, l'institution comptera un campus central à Posieux, des centres de recherche régionaux à Changins et Reckenholz ainsi qu'un ensemble de stations d'essais décentralisées réparties à travers la Suisse.

### Domaines de compétences
- Animaux, produits d’origine animale et Haras national suisse
- Plantes et produits d'origine végétale
- Développement de méthodes et analytique

### Domaines stratégiques de recherche
- Amélioration des plantes
- Systèmes de production Plantes
- Protection des végétaux
- Systèmes de production Animaux et santé animale
- Systèmes microbiens des denrées alimentaires
- Agroécologie et environnement
- Évaluation de la durabilité et agro-management[31]

## Publications

### Publications d'Agroscope
- Recherche Agronomique Suisse (depuis 2010) : articles scientifiques concernant l'agriculture ainsi que l'industrie alimentaire. Cette publication découle de la fusion de la Revue suisse d'agriculture – éditée de 1969 à 2009 par l'Association pour la mise en valeur des travaux de la recherche agronomique en collaboration avec Agridea et Agroscope – avec Agrarforschung – éditée de 1994 à 2009 par l'Office fédéral de l'agriculture en collaboration avec Agroscope, l'École polytechnique fédérale de Zurich et la Haute école suisse d'agriculture. Agroscope co-édite Recherche Agronomique Suisse avec Agridea (depuis 2010), l'École polytechnique fédérale de Zurich (2010 - 2019), la Haute école des sciences agronomiques, forestières et alimentaires (depuis 2010) et l'Institut de recherche de l'agriculture biologique (depuis 2014). À partir de 2020, cette publication est uniquement électronique.
- agroscope (depuis 2020) : actualités concernant Agroscope ainsi que la recherche agricole qui y est conduite. Ce magazine pluriannuel comprend aussi dans l'un de ses numéros le rapport annuel d'Agroscope. Cette publication est issue d'AgroSCOPE – édité de 2014 à 2019 en tant que rapport annuel d'Agroscope.
- Agroscope Science (depuis 2014) : articles détaillés destinés à des spécialistes de l'agriculture et de l'industrie, à la recherche agricole ainsi qu'à la vulgarisation. Cette publication est issue d'ALP science – édité de 2003 à 2013 par Agroscope Liebefeld-Posieux – et ART-Schriftenreihe – édité de 2003 à 2013 par Agroscope Reckenholz-Tänikon.
- Agroscope Transfer (depuis 2014) : articles courts axés sur l'application de la recherche agricole et destinés à la pratique, à la vulgarisation ainsi qu'au grand public. Cette publication est issue d'ALP actuel – édité de 2003 à 2013 par Agroscope Liebefeld-Posieux –, ALP forum – édité de 2003 à 2013 par Agroscope Liebefeld-Posieux – et ART-Berichte – édité de 2003 à 2013 par Agroscope Reckenholz-Tänikon.
- Fiches techniques Agroscope (depuis 2014) : brèves publications avec solutions destinées à la pratique